# Bathmen
Bathmen est un village situé dans la commune néerlandaise de Deventer, dans la province d'Overijssel. Le 1er janvier 2004, le village comptait 5 328 habitants. Le 1er janvier 2005, la commune de Bathmen a été rattachée à la ville de Deventer.

## Personnalités liées
- Kirsten van den Hul, éditorialiste et femme politique néerlandaise y est née en 1976